# Corin Redgrave
Corin Redgrave (Marylebone, 16 de julho de 1939 — Tooting, 6 de abril de 2010) foi um ator britânico nascido na Inglaterra.

## Vida familiar
O ator é filho dos atores Michael Redgrave e Rachel Kempson e irmão das atrizes Lynn Redgrave e Vanessa Redgrave. Casou com Deirdre Hamilton-Hill, com quem teve dois filhos: Jemma Redgrave e Luke Redgrave. Casou também com a atriz Kika Markham, com quem teve também dois filhos: Arden Redgrave e Harvey Redgrave.